# Радомежиці (Вроцлавський повіт)
Радомежиці (пол. Radomierzyce, нім. Riembergshof) — село в Польщі, у гміні Сехниці Вроцлавського повіту Нижньосілезького воєводства.
У 1975-1998 роках село належало до Вроцлавського воєводства.